# Medina, Minas Gerais
Medina este un oraș în Minas Gerais (MG), Brazilia.